# It's a Shame (The Spinners)
It's a Shame is een door Stevie Wonder geschreven nummer van de Amerikaanse soulgroep The Spinners uit 1970. Het is de derde en laatste single van hun tweede studioalbum 2nd Time Around.
"It's a Shame" gaat over een man die klaagt dat zijn vrouw misbruik van hem maakt. Het nummer leverde The Spinners een hit op in Amerika, waar het de 14e positie bereikte in de Billboard Hot 100. Hoewel de plaat in het Nederlandse taalgebied geen hitlijsten bereikte, geniet het er wel bekendheid en wordt het tot op de dag van vandaag nog regelmatig gedraaid door diverse (veelal soulgeoriënteerde) radiostations.

## Tracklijst
- 7"

1. "It's a Shame" - 2:57
2. "Together We Can Make Such Sweet Music" - 2:55